# Willy Kalombo Mwenze
Willy Kalombo Mwenze, född 7 juni 1970, är en friidrottare från Kongo-Kinshasa. Han deltog vid olympiska sommarspelen 1992, olympiska sommarspelen 1996 och olympiska sommarspelen 2000.